# 内田理央
内田 理央（うちだ りお、1991年9月27日 - ）は、日本の女優、ファッションモデル、グラビアアイドル。『MORE』レギュラーモデル（2015年10月 - ）。
東京都出身。レプロエンタテインメント所属。日本大学鶴ヶ丘高等学校、日本大学法学部経営法学科卒業。

## 略歴
2010年4月、日本テレビ『アイドルの穴〜日テレジェニックを探せ!〜』でデビュー。同年6月、「日テレジェニック2010」に選ばれる。同年9月、雑誌『B.L.T.』の企画「B.L.TRAVELファンイベントバスツアー」から結成された事務所非公認ユニット「LPG」のメンバーとなる。
2013年11月27日、「LPG（事務所公認）イベントVol.1」（2014年1月25日）の選抜メンバーに選ばれる。
2014年2月11日、DVDイベントにてファンクラブだーりお共和国建国。ポテト少年団の菊地智義を右大臣に任命。ファンの名称は「国民」。
2014年3月25日、日本大学を卒業。
2014年10月からテレビ朝日系列の特撮テレビドラマ『仮面ライダードライブ』にて、詩島霧子役を演じ本格的に女優デビュー。2015年10月からは、ファッション雑誌『MORE』の専属モデルとなる。
2016年、映画『血まみれスケバンチェーンソー』で初主演。同年9月25日、オフィシャルファンクラブを開設。
また、ニコニコ生放送「WOWOWぷらすと」（毎週月 - 金 19時30分から配信）で、MCを担当している。
2019年、『おっさんずラブ』（テレビ朝日系・2018年4月期）の演技により第22回日刊スポーツ・ドラマグランプリ助演女優賞を受賞。
2020年7月、YouTubeに公式チャンネル『だーりおCHANNEL』を開設、8月には早くもチャンネル登録者数が10万人を突破した。

## 人物
- 趣味：漫画、アニメ、イラスト、ゲーム、カラオケ
- 特技：アニソンの熱唱、のり巻きが上手に巻ける、ピアノ、トランペット
- 好きなキャラクター：ベル
- 名前の由来：理は父親の名前から。央は「みんなの中央にいられるように」という意味から[14][15]。
- 家族：父は車好き、母はシルヴェスター・スタローンと仮面ライダー（昭和から平成までの全部）オタク[16]、3歳下の弟は鉄道マニアで[14][17][18]、鉄道関係の仕事に就いている[19]。

### エピソード
芸能界入りのきっかけはスカウト。事務所に入って1週間で『日テレジェニック2010』のオーディションを受け、水着で「ハレ晴レユカイ」（テレビアニメ『涼宮ハルヒの憂鬱』エンディングテーマ）を踊りながら熱唱したところ合格し、『アイドルの穴〜日テレジェニックを探せ!〜2010』への出演が決定。初回収録時は、デビューして2週間だった。番組でのキャッチフレーズは「ド新人アイドル」。
『アイドル☆リーグ!』の企画として、アイドルグループ「predia」に1か月間「留学」。2013年11月10日にはメンバーとしてライブに出演。
2014年2月11日、9枚目のイメージDVD『OVER がんばりお』イベントにて、「だーりお共和国」を建国し、大統領に就任している。
YouTubeチャンネルでは風俗本や潜水艦など多趣味さを披露している。
横山ルリカ（元アイドリング!!!9号）とは生年月日、血液型が同じ。「負けたら打ち切り!番組対抗No.1決定戦」（エンタ!371・Pigoo HD、2011年1月1日）で初対面した。また、字面から安田理央と間違えられることが多く、2020年7月25日の『だーりおCHANNEL』で初共演を果たしている。
犬のぬいぐるみの「ベルちゃん」と一緒に寝ている（1歳のころから同じ個体を使い続けている）。家族やペットと同様の感覚であり、ロケや旅行の際にも必ず連れて行っている。
小学生のころは『ちゃお』読者ページのイラストはがき職人だった。
従兄弟に薦められたのをきっかけに『賭博黙示録カイジ』（福本伸行）にハマり、中学のときに友達にはじめて薦めた漫画も『カイジ』だった。漫画『ジョジョの奇妙な冒険』（荒木飛呂彦）の大ファンであり、シリーズで特に好きなのは4部と5部で、一番好きなキャラクターは岸辺露伴。自宅にはコミックやフィギュアといったアニメのグッズがコレクションされている。また、漫画『沈黙の艦隊』（かわぐちかいじ）は潜水艦にハマるきっかけとなっている。
アニメ『けいおん!』の影響から、高校時代にはバンドを組んでいたことがある。
『仮面ライダードライブ』への出演が決定する前から、平成仮面ライダーシリーズは全般的に見ていた。特に好きだったのは『仮面ライダーカブト』。主人公の天道総司（水嶋ヒロ）のヒーロー像が新鮮で、ヒロインの1人であり「戦う女の子」の高鳥蓮華（手嶋ゆか）に憧れていたという。『ドライブ』への出演以前に『天装戦隊ゴセイジャー』（2010年）のゲスト役のオーディションを受けており、合格が決まりかけていたが起用には至らなかった。同作品でプロデューサーを務めた『仮面ライダードライブ』チーフプロデューサーの大森敬仁が、『ドライブ』のオーディション資料で内田の名を見つけ、推薦したことで起用に至ったという。
『ドライブ』に起用されなければ芸能界を引退することを考えていたといい、「18歳でデビューし、社会人となる23歳が区切りと考えていた。自分の納得のいく仕事ができなければ辞めることはずっと考えていた。辞めたら就職するつもりだった」と述べている。

## 作品

### シングル
- 虹の向こうへ（2011年7月27日、Sony Music Direct (Japan) Inc.、MHCL-1944） - レプロ・ハピチャリ・プロジェクトのテーマソング。ハピチャリ音楽部（計32名）のメンバーとして歌う。
- 哀愁のゴトカット（2013年1月31日、amusic party、ILCD-0001） - アイドル☆リーグ!のデビューシングル

### アルバム
- 麹町南大会議室（2014年2月26日、amusic party、APCD-10001） - アイドル☆リーグ!の1stアルバム

### 映像作品
- 日テレジェニック2010 内田理央 ぴ・り・お・ど（2010年9月22日、バップ）
- ピュア・スマイル（2011年6月24日、竹書房）
- おとなりお（2012年1月20日、ラインコミュニケーションズ）
- ラブ♡りお（2012年4月27日、晋遊舎）
- だーりおハニー（2012年11月20日、ラインコミュニケーションズ）
- DokkiRIO（2013年3月29日、エスデジタル）
- かのじょ。（2013年6月25日、エアーコントロール）
- りお恋（2013年9月20日、ラインコミュニケーションズ）
- OVER がんばりお（2013年12月31日、アクアハウス）
- FINAL FANTASY 〜The 10th period〜（2014年7月17日、イーネット・フロンティア）
- Magical Dreamer（2015年7月25日、ワニブックス）

## 出演

### テレビドラマ
- 空飛ぶ広報室 第4話（2013年5月3日、TBS）
- 仮面ライダードライブ（2014年10月5日 - 2015年9月27日、テレビ朝日） - 詩島霧子 役
- 掟上今日子の備忘録（2015年10月10日 - 12月12日、日本テレビ） - 幕間まくる 役
- ドッキリはドラマのあとで（2015年12月30日、テレビ朝日）
- ニーチェ先生（2016年1月21日 - 3月23日 、読売テレビ） - 立崎萌 役[34]
- ダメな私に恋してください 第3話 - 第5話（2016年1月26日 - 2月9日 、TBSテレビ） -  江藤瞳 役
- 臨床犯罪学者 火村英生の推理 第4話（2016年2月7日、日本テレビ） - 鷺尾優子 役[35]
- 侠飯〜おとこめし〜（2016年7月15日 - 9月23日、テレビ東京） - 結城春菜 役[36]
- 逃げるは恥だが役に立つ 第9話 - 最終話（2016年12月6日 - 20日、TBS） - 五十嵐杏奈 役[37]
- 大貧乏（2017年1月8日 - 3月12日、フジテレビ） - 櫻沢まりえ 役[38]
- 金曜ロードSHOW!特別ドラマ企画 北風と太陽の法廷（2017年3月17日、日本テレビ） - 大村真由子 役[39]
- トモダチゲーム（2017年4月6日 - 27日、テレビ神奈川ほか） - 沢良宜志法 役[40]
- 恋がヘタでも生きてます（2017年4月6日 - 6月22日、日本テレビ） - 桜井理佳子 役[41]
- 将棋めし（2017年8月2日 - 9月27日、フジテレビ） - 主演・峠なゆた 役[42]
- ぼくは愛を証明しようと思う。（2017年12月28日、テレビ朝日） - 宮田理紗 役[43][44]
- 海月姫（2018年1月15日 - 3月19日、フジテレビ） - まやや 役[45]
- おっさんずラブ（2018年4月21日 - 6月2日、テレビ朝日） - 荒井ちず 役[46]
  - おっさんずラブ -リターンズ-（2024年1月5日 - 3月1日、テレビ朝日）[47]
- ほんとにあった怖い話 夏の特別編2018「見えない澱」（2018年8月18日、フジテレビ） - 井口真梨恵 役
- 連続ドラマW 盗まれた顔 〜ミアタリ捜査班〜（2019年1月5日 - 2月2日、WOWOWプライム） - 安藤香苗 役[48]
- デザイナー 渋井直人の休日 第5話（2019年2月14日、テレビ東京） - miyukibeef 役
- 面白南極料理人 第11話（2019年3月24日、テレビ大阪） - コウテイ 役
- 向かいのバズる家族（2019年4月4日 - 6月6日、読売テレビ・日本テレビ系） - 主演・篝あかり 役[49]
- 来世ではちゃんとします（2020年1月9日 - 3月26日、テレビ東京） - 主演・大森桃江 役[50]
  - 来世ではちゃんとします2（2021年8月12日 - 9月30日）[51]
  - 来世ではちゃんとします お正月初夢SP（2022年1月1日）[52]
  - 来世ではちゃんとします3（2023年1月5日 - 3月23日）[53]
- はぐれ刑事三世（2020年10月15日、テレビ朝日） - 仁城華子 役[54]
- 明治開化 新十郎探偵帖（2020年12月11日 - 2021年2月5日[注 1] 、NHK BSプレミアム・NHK BS4K） - 加納梨江 役[55]
- いってきます! 〜岐阜・飛騨 古川やんちゃ物語〜（2021年1月1日、東海テレビ） - 主演・池澤真理 役[59][60]
- レンアイ漫画家 第7話 -（2021年5月20日 - 6月17日、フジテレビ） - 秋山美波 役
- 言霊荘（2021年10月9日 - 12月18日、テレビ朝日）  - 渡邊瞳 役
- 岸辺露伴は動かない 第6話（2021年12月29日、NHK総合） - 大郷楠宝子 役[61]
- しろめし修行僧 第1話（2022年4月9日、テレビ東京） - 海原千佳 役[62]
- パンドラの果実〜科学犯罪捜査ファイル〜 Season1 第1話（2022年4月23日、日本テレビ） - 郷原美鈴 役[63]
- ロマンス暴風域（2022年7月6日 - 8月3日、MBS・TBS） - 芝内理加 役[64]
- お父さん、私、この人と結婚します!（2022年10月8日 - 12月17日、BS松竹東急） - 主演・矢吹なぎさ 役[65]
- 自転車屋さんの高橋くん（2022年11月4日 - 12月23日、テレビ東京） - 飯野朋子 役[66]
- 夕暮れに、手をつなぐ（2023年1月17日 - 3月21日、TBS） - アリエル 役[67]
- 風間公親-教場0- 第1話（2023年4月10日、フジテレビ） - 日中弓 役[68]
- 精神分析医 氷室想介の事件簿2-ベストセラー小説に隠された殺人事件の謎-（2023年10月1日、BS-TBS・BS-TBS4K） - 井上ここみ 役[69]
- ポケットに冒険をつめこんで（2023年10月20日 - 12月22日、テレビ東京） - 工藤美登里 役[70]
- ダブルチート 偽りの警官（Season 1：2024年4月26日 - 6月14日、テレビ東京 / Season 2：2024年6月29日 - 8月17日、WOWOW） - 宮部ひかり 役[71][72]
- 嗤う淑女（2024年7月27日 - 9月21日、東海テレビ・フジテレビ） - 主演・蒲生美智留 役[73]
- 問題物件（2025年1月15日 - 3月26日、フジテレビ） - 若宮恵美子 役[74]
- 天久鷹央の推理カルテ 第7話（2025年6月3日、テレビ朝日） - 御子神鮎奈 役[75]

### 配信ドラマ
- dビデオスペシャル 仮面ライダー4号（2015年3月28日、dビデオ） - 詩島霧子 役
- 日本大学生物資源科学部プロモーションドラマ「ハートブレイクトマト」（2015年7月31日、YouTube） - 西園寺なぎさ 役[76]
- ある視点〜もう一つの言霊荘〜 8.5話「ある視点〜6号室 瞳編〜彼女の部屋」(2021年11月27日、AbemaTV） - 渡邊瞳 役
- 推しの罪〜推しを救えるのはヲタクの私〜（2025年7月1日 - 、FOD SHORT） - 主演・木下智花 役[77]

### 映画
- 仮面ライダーシリーズ（東映） - 詩島霧子 役
  - 仮面ライダー×仮面ライダー ドライブ&鎧武 MOVIE大戦フルスロットル（2014年12月13日）
  - スーパーヒーロー大戦GP 仮面ライダー3号（2015年3月21日）
  - 劇場版 仮面ライダードライブ サプライズ・フューチャー（2015年8月8日）
  - 仮面ライダー×仮面ライダー ゴースト&ドライブ 超MOVIE大戦ジェネシス（2015年12月12日）
- マックスマンシリーズ（KATSU-do） - 五十嵐梨奈 役
  - Mr.マックスマン（2015年10月17日公開）
  - Bros.マックスマン（沖縄国際映画祭：2016年4月23日上映 / 京都国際映画祭：2016年10月14日上映、2017年1月7日公開）[78][79]
  - N.Y.マックスマン（沖縄国際映画祭：2017年4月21日・22日上映 / 京都国際映画祭：2017年10月14日上映、2018年2月17日公開）
- 血まみれスケバンチェーンソー（2016年3月5日、バップ） - 主演・鋸村ギーコ 役[10]
- トモダチゲーム（2017年6月3日、キャンター） - 沢良宜志法 役[40]
  - トモダチゲーム 劇場版FINAL（2017年9月2日、キャンター） - 沢良宜志法 役
- 報復〜かえし〜（2017年10月18日､コンセプトフィルム）[80]
- あのコの、トリコ。（2018年10月5日、ショウゲート） - 山田華 役
- ここは退屈迎えに来て（2018年10月19日、KADOKAWA） - 森繁あかね 役[81]
- 劇場版 おっさんずラブ 〜LOVE or DEAD〜（2019年8月23日、東宝） - 荒井ちず 役
- 仮面病棟（2020年3月6日、ワーナー・ブラザース映画） - 佐々木香 役[82]
- クソみたいな映画（2020年7月3日、吉本興業） - 主演[83]
- くれなずめ（2021年5月12日、東京テアトル） - 曽川の妻 役[84]
- 耳をすませば（2022年10月14日、ソニー・ピクチャーズ エンタテインメント / 松竹） - 原田夕子 役[85]
- アンダーカレント（2023年10月6日、KADOKAWA） - 藤川美奈 役[86]

### 短編映画
- 糸（2012年2月、監督：田島基博）[87]

### オリジナルビデオ
- 仮面ライダーシリーズ
  - 仮面ライダードライブ シークレット・ミッション type TV-KUN ハンター&モンスター! 超怪盗の謎を追え!（2014年11月26日） - 詩島霧子 役
  - 仮面ライダードライブ シークレット・ミッション type ZERO 第0話 カウントダウン to グローバルフリーズ（2014年12月13日） - 詩島霧子 役
  - 仮面ライダードライブ シークレット・ミッション type TOKUJO（2015年 - 2016年） - 詩島霧子 役
  - てれびくん超バトルDVD 仮面ライダードライブ シークレット・ミッション type HIGH-SPEED! ホンモノの力! タイプハイスピード誕生!（2015年） - 詩島霧子 役
  - ドライブサーガ
    - 仮面ライダーチェイサー（2016年4月20日） - 詩島霧子 役
    - 仮面ライダーマッハ / 仮面ライダーハート（2016年11月16日） - 泊霧子 役
- 報復(かえし)（2017年11月、オールインエンタテインメント）[88]
- 報復(かえし)2（2017年12月、オールインエンタテインメント）[89]

### テレビ番組
- アイドルの穴〜日テレジェニックを探せ!〜2010（2010年4月10日 - 6月26日 、日本テレビ）
- アイドル☆リーグ!（2010年7月21日・2011年10月5日 - 2014年3月20日、日本テレビ）
- ヒルナンデス!（2011年4月1日 - 2012年3月30日、日本テレビ） - 隔週金曜レギュラー
- ☆L-girls☆（2011年4月 - 2012年3月、エンタ!371・Pigoo HD） - MC
- TOKYOヒットガール（2011年10月13日 - 2012年3月、日本テレビ）
- ☆L-girls2☆〜だーりお・りりあのワイワイアワー〜（2012年4月18日 - 2013年04月17日、Pigoo HD） - MC
- くだまき八兵衛X（2012年5月3日 - 9月27日、テレビ東京） - くだまきねーちゃん
- すぽると!（2013年3月29日 - 9月28日、フジテレビ） - すぽると☆ガールズ
- ちょっとその合間に。（2016年6月11日 - 、WOWOW）
- バカリズムの30分ワンカット紀行（2017年4月3日 - 2018年3月19日、BSジャパン）
- 決戦は金曜日!（2017年7月4日 - 12月26日、フジテレビ）
- 占いリアリティーショー どこまで言っていいですか？（2021年12月28日 - 2022年9月31日、テレビ東京）

### ウェブ番組
- アイドルニコ電（2010年12月17日、ニコニコ生放送）
- INSIDE Xbox（2011年12月、Xbox 360）
- WOWOWぷらすと【緊急特番 ぷらすとガールズ論！】（2013年4月24日、USTREAM・ニコニコ生放送）
- カラオケPASERA動画『パセラボ+PLUS+』（2013年7月4日 - 2015年8月13日、毎週木曜更新、HiBiKi Radio Station）
- 松戸競輪場より生放送「ちゃり☆ちゃん」（2014年2月28日、ニコニコ生放送）
- nottv「モバイルシャーロック」×「ニコニコ生放送」コラボ企画『モバシャやってみた』内田理央、浅倉結希（2014年3月7日、ニコニコ生放送）
- アイドルと一緒に謎解きしよう『100万円モバイルシャーロック〜スマホで謎解き〜』内田理央、浅倉結希（2014年3月19日、ニコニコ生放送）
- だーりおちゅーぶ（2015年2月7日 - 2016年3月8日、YouTube・レプロエンタテインメント）
- AniLabo（2015年9月3日 - 2017年3月16日、毎週木曜更新、HiBiKi Radio Station）[90]
- 内田理央のオタカレ募集中！（2016年11月20日 - 2017年9月29日、毎週金曜、AbemaTV）
- イヌネコ依存中（2018年2月23日 - 4月27日、Amazonプライム・ビテオ）[91]
- ウチコマ（2022年12月8日 - 2023年5月18日、DMM TV）[92]

### CM・広告
- 明治安田生命「医療費リンクシリーズ うさりんレスラー レフェリー篇」（2013年6月 - 9月）
- バンダイ「仮面ライダーチョコビスケットボール」（2015年）
- Salon de SUNSTAR TONIC 2（2015年、サンスタートニック シャンプー Webキャンペーン）
- 【Coke ON(コーク オン)】新サービス"Coke ON"開始!! Coca-Cola（2016年4月6日、YouTube、コカ・コーラ）[要出典]
- 【コカ･コーラ】Coke ONアプリでコカ･コーラがもらえる! Coca-Cola（2016年7月29日、YouTube、コカ・コーラ）[93]
- JKA / 全国競輪施行者協議会「KEIRIN」（2017年4月1日 - ） - オードリーと共演[94]
- IGG「ロードモバイル」ヒーロー編（2017年8月4日 - ） - リア 役
- JOYFIT（2017年9月1日 - ） - アンバサダー[95]
- 貝印 MAKEUP GO AROUND（2017年12月 - ）[96]
- 任天堂「スーパー マリオパーティ」（2018年9月21日 - ） - 田中圭、ウエンツ瑛士、葉山奨之と共演
- 株式会社アイム ライスフォース「スキンケアの真価」篇（2018年9月30日 - ）[97]
- ABC MART「NEW BALANCE CUSH+」（2018年10月25日 - ）
- メルカリ「スッキリシュッピーン!」篇（2020年2月 - ）[98]

### ラジオ
- GEKIDAN SAMBA CARNIVAL（2011年10月 - 2012年3月、FM-FUJI） - レギュラーアシスタント
- 内田理央のだーりお、ラジオはじめるってよ（2013年4月16日 - 2015年3月17日 、レインボータウンFM） - 『火曜BEAST!!』第三火曜日担当
- まだまだゴチャ・まぜっ!〜集まれヤンヤン〜（2013年4月20日 - 2014年4月12日、MBSラジオ）
- アッパレやってまーす!（2016年4月4日 - 2018年3月26日、毎週月曜、MBSラジオ）
- Qoo10 presents 内田理央の明日、なに着よ？（2021年4月2日 - 、TOKYO FM）
- 内田理央のレコメン!FRIDAY（2022年9月30日 - 2024年 3月29日、文化放送）

### 舞台
- Alice in Deadly School（2010年10月16日、品川・六行会ホール） - 竹内珠子 役（日替わりゲスト）
- 落下ガール（2011年2月3日 - 6日、渋谷区文化総合センター大和田伝承ホール） - 青山霊 役
- Stranger than Paradise 〜深愛〜（2011年8月9日 - 14日、シアターグリーン） - 加藤真知子 役
- 空色ドロップ（2012年1月11日 - 15日、中野ザ・ポケット） - 三島香織、三島香織の孫 役（二役）
- 月下のオーケストラ（2012年4月11日 - 17日、シアターグリーン）
- 私立グリグリ学園（2012年5月4日 - 6日、新宿文化センター）
- 鬼切姫-ONIKIRIHIME-（2012年6月6日 - 10日、渋谷区文化総合センター大和田伝承ホール） - 最上和（モガミカナエ） 役
- ひまわりのソラネ（2012年7月18日・19日、シアターグリーン BIG TREE THEATER） - 日替わりゲスト
- Girls Rocketeer（2013年1月23日 - 27日、中野ザ・ポケット） - 佐々木都子（ササキミヤコ） 役
- 落下ガール（2013年3月7日 - 11日、シアターサンモール） - 青山霊 役
- PIRATES OF THE DESERT（2013年7月12日、シアターグリーン） - 日替わりSPゲスト
- 結婚の偏差値 舞台編（2014年1月22日 - 26日、SPACE107新宿） - 恋愛探偵 設楽アリサ 役
- 劇団アイドルリーグ『怪人養成スクール女子部』（2014年3月8日、築地本願寺ブディストホール） - ゲスト出演・怪人王サタン 役
- 泣いてたまるか!!いのちのしるし（2014年3月12日 - 16日、中野ザ・ポケット） - まさみ 役
- 読モの掟！（2014年5月28日 - 6月1日、新宿村LIVE） - 日村アリス（恋愛探偵 設楽アリサ） 役
- グッドモーニング、アイスパーソン（2014年7月24日 - 27日、東京芸術劇場 シアターウエスト） - ゲスト出演
- 朗読劇 LOVE LETTERS 〜2016 New Year Special〜（2016年1月20日、パルコ劇場）
- 劇団子供鉅人「チョップ、ギロチン、垂直落下」（2017年10月17日 - 23日、大阪・HEP HALL / 2017年11月1日 - 30日、東京・浅草九劇）[99]
- TOKYO GIRLS COLLECTION presents TOKYO KABUKI GIRLS（2018年9月15日・16日、大阪・新歌舞伎座）
- 二次会のひとたち（2023年4月14日 - 30日、紀伊国屋ホール / 5月6日 - 7日、COOL JAPAN PARK OSAKA TTホール） - 篠田花 役[100]

### ゲーム
- ザクセスヘブン（2015年8月 - 、バンダイナムコオンライン・セガ） - エコちゃん 役[101]

### ミュージックビデオ
- 近藤晃央『恋文』（2016年）[102]
- THE BEAT GARDEN『初めて恋をするように』（2022年） [103]

### ナレーション
- 近藤晃央『なきむしキルキとわらってばかりのアイリー』（2016年）[104]

### 始球式
- 【日本生命セ・パ交流戦】 阪神タイガース vs 埼玉西武ライオンズ 1回戦（2024年6月7日、阪神甲子園球場）[107]

## 書籍

### 雑誌連載
- MORE（2015年10月 - 、2015年12月号 - 、集英社） - 専属モデル[5][9]

### 写真集
- oshirio(TOKYO NEWS MOOK)（2011年11月10日、東京ニュース通信社、撮影：小池伸一郎） - ISBN 978-4-86336-179-9
- Magical（2015年4月27日、ワニブックス、撮影：桑島智輝）[108] - ISBN 978-4-8470-4748-0
- 24歳のサマーガール（2016年6月28日、集英社）[109] - デジタル写真集
- 週刊プレイボーイ特別編集 内田理央写真集『だーりおといっしゅうかん。』（2016年11月28日、集英社）[110] - ISBN 978-4-08-780802-5
- モア特別編集 内田理央写真集『だーりおのいっしゅうかん。』（2016年11月28日、集英社）[110] - ISBN 978-4-08-780800-1

### ムック
- PENTAX K-5オーナーズBOOK - ポートレートモデル

## 受賞歴
- 日テレジェニック2010（2010年）[111]
- ベストフンドシストアワード2015（2016年）[112]
- 第22回日刊スポーツ・ドラマグランプリ 助演女優賞（『おっさんずラブ』）[11]